# Microrregión de Juazeiro
La microrregíon de Juazeiro es una de las  microrregiones del estado brasileño de la Bahia perteneciente a la mesorregión  Valle São-Franciscano da Bahia. Su población fue estimada en 2005 por el IBGE en 448.192 habitantes y está dividida en ocho municipios. Posee un área total de 55.830,454 km².

## Municipios
- Campo Alegre de Lourdes
- Casa Nova
- Curaçá
- Juazeiro
- Pilão Arcado
- Remanso
- Sento Sé
- Sobradinho

- Datos: Q2598154